# Gips
För den ortopediska behandlingsmetoden, se Gips (ortopedi)
Gips eller kalciumsulfathydrat är ett mineral, kemiskt ett hydrat av anhydrit (kalciumsulfat). Den kemiska formeln skrivs CaSO4•2H2O. Gips är bland annat en viktig industriråvara. Dess mest framträdande egenskap är att när man blandar halvhydratet CaSO4•1/2H2O (bränd gips) med vatten i lämpliga proportioner, stelnar blandningen genom att kristallvatten tas upp. Hårdheten enligt Mohs hårdhetsskala är 2.
Gips är ett relativt vanligt mineral. Brytvärda tillgångar finns bland annat i Italien, Tyskland, Storbritannien, Frankrike, Irland, USA och Kanada. Gips fås också som en biprodukt till flera industriella processer, till exempel svavelrening med skrubbrar i värmekraftverk.
En speciell sorts transparent form av gips kallas selenit.

## Användning
Gips används bland annat som byggmaterial och till bandage. I form av gipsskivor används gips för beklädnad av väggar, innertak och undergolv i moderna hus. Gips används även som livsmedelstillsats och betecknas med E-nummer 516. Gips är ett bra material för att göra avgjutningar och/eller gjutformar.
Gipsning utförs vid bland annat benbrott, en metod för att fixera benen under läkningsprocessen.
Gips har befunnits användbart som vitt pigment, C.I. Pigment White 25 (C.I. 77231), i målarfärg, som ingrediens i gesso för grundmålning och i papper för färg och tryckkvalitet.
Alabaster är en finkornig varietet av gips som används till prydnadsföremål.

## Nordisk historia om gipstillgång
Att de nordiska länderna saknade brytvärda tillgångar av gipssten bidrog till att den på kontinenten förhärskande tekniken med gipsbaserad puts blev dyr eftersom gips måste importeras. Istället blev kalk det vanligaste bindemedlet för puts i dessa länder.
När Carl von Linné på sin skånska resa fick höra rykten att man stött på gipsfyndigheter i samband med kalkstensbrytningen i Limhamn vid Malmö, var det ett så uppseendeväckande budskap för Sverige att han ändrade sina resplaner och sände efter kunniga bergsmän för att undersöka ryktena, som dock visade sig sakna grund.